# 14º Battaglione carabinieri "Calabria"
Il 14º Battaglione Carabinieri "Calabria è uno dei reparti costituenti l'organizzazione mobile dell'Arma dei Carabinieri. Situato all'interno della base "Luigi Razza" di Vibo Valentia, ove hanno sede anche altri reparti, come il Nucleo Elicotteristi, il Nucleo Cinofili, lo Squadrone Eliportato Cacciatori "Calabria", si occupa del mantenimento dell'Ordine Pubblico e del supporto all'Arma territoriale. 
Il reparto è stato istituito il 1º marzo 2017 a Vibo Valentia , alle dipendenze dirette della Prima Brigata mobile carabinieri.
Nel luglio 2017 ha ricevuto la bandiera di guerra.

## Compiti
Il 14º Battaglione Carabinieri "Calabria" concorre, assieme agli altri battaglioni e reggimenti della linea mobile:
- alla difesa integrata del territorio nazionale;
- all'assolvimento dei servizi di ordine pubblico nel corso di grandi manifestazioni ed eventi come ad esempio le manifestazioni sportive e i concerti;
- alla vigilanza ad obiettivi sensibili militari e a quelli di natura civile definiti, di volta in volta, dall'autorità di Pubblica Sicurezza;
- al supporto dell'organizzazione territoriale per incrementare il controllo del territorio nelle grandi aree urbane, extra urbane e rurali nelle zone più sensibili sotto il profilo della sicurezza pubblica;
- alle operazioni di protezione civile in caso di calamità naturali;
- alla predisposizione di assetti da impiegare nelle missioni “fuori area” per l’assolvimento delle funzioni di polizia militare ed il sostegno di alcune attività logistiche.

## Organizzazione
Il 14º Battaglione è suddiviso in una compagnia con tre plotoni e undici squadre, e una Compagnia di intervento operativo con quattordici squadre SIO (squadre di intervento operativo) e tre squadre SOS (squadre operative di supporto), per servizi di controllo straordinario del territorio, al fine di risolvere criticità emergenti della situazione dell'ordine e della sicurezza pubblica. Si tratta di forza impiegabile per dati periodi di tempo e previo minimo preavviso (24-48 ore).
- Ufficio comando
- Compagnia comando e servizi
- 1ª Compagnia
- Compagnia di intervento operativo

## Armamento ed equipaggiamento
Il reparto è dotato di materiale per i servizi di ordine pubblico, vale a dire caschi, scudi e sfollagente, lanciagranate M203PI e lacrimogeni (usati sia in versione da lancio manuale che con l'uso del lanciagranate), maschere antigas per proteggersi durante l'uso dei lacrimogeni oltre a varie protezioni per gli arti e per il busto.
Per quanto riguarda l'armamento, oltre a quello individuale di ogni militare costituito da pistola Beretta PB 92 FS, il reparto è dotato di pistola mitragliatrice Beretta PM12S2 (sarà sostituito dalla pistola mitragliatrice Beretta PMX) e fucili d'assalto Beretta ARX160 (in uso alle squadre S.O.S.) oltre ad apparati radio per le comunicazioni, giubbotti antiproiettile, scudi e caschi balistici, arieti, taser X2 e spray al peperoncino (in dotazione alle squadre C.I.O. e S.O.S.), palette segnaletiche, kit alta visibilità, dispositivi tablet ODINO (per controlli su strada da parte delle squadre C.I.O.), fari a LED per illuminare zone buie e altro.

### Veicoli
Per quanto riguarda il parco mezzi del reparto troviamo varie tipologie di veicoli utilizzati:
- Renault Clio IV (in uso alla C.I.O.);
- Alfa Romeo Giulietta (in uso alla C.I.O.);
- Fiat 16 (in uso alla C.I.O.);
- Subaru Forester (in versione blindata in uso alle S.O.S.);
- Jeep Grand Cherokee (in versione blindata per le S.O.S. e in versione con griglie protettive per operazioni di ordine pubblico);
- Land Rover Discovery 4 (con griglie protettive per operazioni di ordine pubblico);
- Iveco Daily 50C17 e 50C18 (con griglie protettive per operazioni di ordine pubblico);
- Iveco RG-12 (in versione blindata con griglie protettive per particolari operazioni di ordine pubblico);
- Iveco ACM 80/90 (in uso per trasporto personale e materiali);
- Iveco ACTL (in varie versioni per trasporto personale e materiali, autocisterna e cassonato con braccio estendibile);
- Fiat Ducato (in versione ambulanza e trasporto personale e materiali);
- Ford Transit (trasporto personale);
- Bus 50 posti e minibus 20 posti (usati per trasporto personale);
- Iveco Eurocargo (versione carro attrezzi).